# Como (Sängerin)

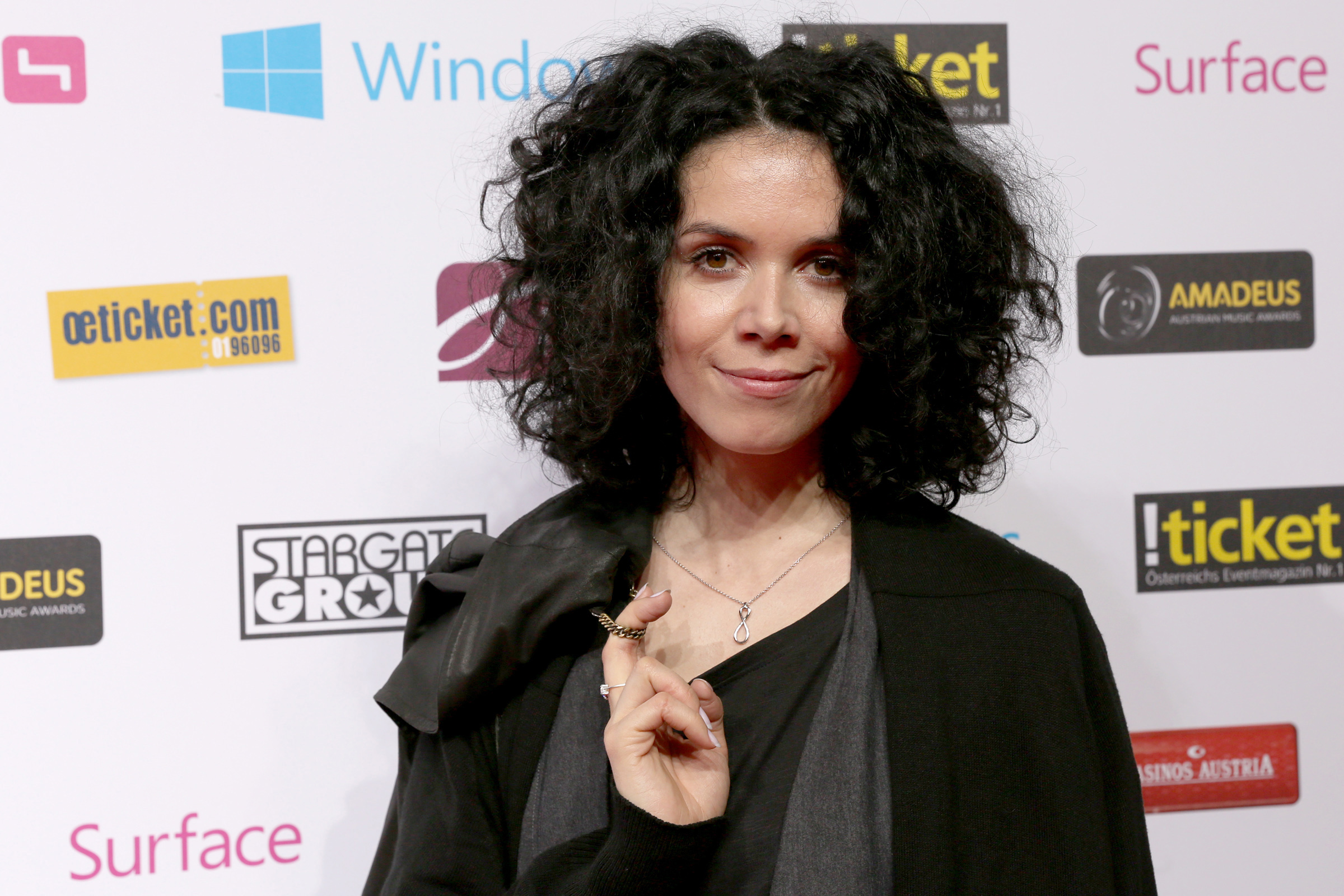
Como (2014)

Como (* in den 1980er Jahren in Graz) ist eine österreichische Singer-Songwriterin.

## Karriere
Als Kind lernte Como Klavier und wurde auf Grund ihres Gesangstalentes immer wieder auf die Bühne gestellt. Mit Einsetzen der Pubertät weigerte sie sich aber weiter aufzutreten. Stattdessen schrieb sie nur noch für sich selbst Musik als eine Art Tagebuchersatz. Als ein Nachbar eines ihrer Lieder hörte und nachspielte, beschloss sie, ihre Lieder bei einem Urheberrechtsanwalt zu hinterlegen. Dieser riet ihr, Kontakt mit einem Produzenten aufzunehmen, und so kam sie mit dem Manager Klaus Bartelmuss in Verbindung, der unter anderem auch Andreas Gabalier und Nik P. betreute und auf der Suche nach einem Pop Act war. Kurz darauf unterschrieb Como ihren ersten Major Label Vertrag mit Sony RCA. Ihr Künstlername basiert auf einem liebevollen Kosenamen, den ihr ihre Mutter als Kind gab. Er leitet sich von einer Stadt am Lago di Como ab. Ihren wirklichen Namen hält sie geheim.
Zusammen mit dem Produzenten Mathias Roska stellte Como 2013 ihr Debütalbum Music Diary fertig. Mit der ersten Single Suitcase hatte sie im Juli einen Achtungserfolg in ihrer Heimat und erreichte Platz 19 der österreichischen Charts.
Como wurde zweimal für den österreichischen Amadeus Award nominiert: einmal als Interpretin in der Kategorie „Pop“ und zum anderen mit dem Lied Suitcase in der Kategorie „Song des Jahres“.
Nachdem sie sich von ihrem Management getrennt hatte, suchte sich Como neue Partner im Ausland. Seitdem arbeitet sie mit Musikern und Produzenten in L.A. und London zusammen an ihrem nächsten Album.
2019 meldete sie sich mit ihrer Single Easy zurück und Anfang 2020 veröffentlichte sie den Song Love Kills. November 2020 folgte die nächste Veröffentlichung Calm Before The Storm, ein emotionales Duett featuring verNation, den Sänger der Band The Uptown Monotones.

## Diskografie
Alben
- Music Diary (2013)

Singles
- Suitcase (2013)
- Silent Girl Next Door (2013)
- Look Out, It’s Christmas (2013)
- One of Those Days (2014)
- Hallelujah (2015)
- Walls (2015)
- Easy (2019)
- Love Kills (2020)
- Calm Before The Storm - Como feat. verNation (2020)